# Antonio Casanova
Antonio Casanova, nome d'arte di Antonio Montanari (Ravenna, 22 settembre 1972), è un illusionista e personaggio televisivo italiano.

## Biografia
Inizia a esibirsi come illusionista nelle piazze e nei teatri con lo pseudonimo di Scaramouche. Nel 1996 presenta al Teatro Nuovo di Milano lo spettacolo Il magico mondo di Antonio Casanova, ispirato allo stile di David Copperfield. Nel 1998 è ospite della trasmissione Tappeto volante, condotta da Luciano Rispoli su Telemontecarlo. Dopo una partecipazione allo show Sorpresa! Sorpresa! su Antena 3 in Spagna, viene notato da Maurizio Costanzo, che lo inserisce come ospite in Buona Domenica e al Maurizio Costanzo Show.
Nel 1998 partecipa al tour Da me a te di Claudio Baglioni, eseguendo quattro numeri illusionistici durante il concerto allo Stadio Olimpico di Roma, trasmesso in diretta dalla Rai il 6 giugno di quell'anno. Diviene noto al grande pubblico grazie al programma Striscia la notizia, che nei primi giorni del 1999 ritrasmette una sua esibizione svolta a Torino in occasione del Capodanno, ripresa da RaiUno. Casanova avrebbe dovuto far sparire un calesse dietro un telone, ma a causa del vento e di alcune imprecisioni tecniche, il pubblico aveva potuto vedere chiaramente il calesse scivolare dietro le quinte e la struttura metallica che doveva simularne la forma dietro il telo.
Nei mesi successivi, Striscia la notizia trasmette altri numeri di Casanova poco riusciti o dove era facilmente visibile il trucco. Successivamente diviene egli stesso un inviato di Striscia la notizia. Per Disney conduce quindi il programma L'ora della magia. Nel 2008 vince il Merlin Award, premio della International Society of Magician. Tiene una rubrica fissa per Striscia la notizia, dal titolo Incantesimi di viaggio.
Tra il 2009 e il 2011 scrive una trilogia di romanzi per Edizioni Piemme, intitolata L'illusionista. Nel 2012 realizza un proprio programma diviso in 7 puntate da un'ora e trenta ciascuna con la partecipazione di Davide De Zan e i Fichi d'India chiamato Magicland, girato in notturna nel parco Valmontone di Roma. Per questo programma nel 2015 ottiene il secondo Oscar per la Magia, il Merlin Award. Ha eseguito in diretta televisiva diversi esperimenti di escapologia, come la "tortura della pagoda cinese" di Harry Houdini.
Ha partecipato alla prima edizione del musical Alice nel paese delle meraviglie nel ruolo del cappellaio matto. Nella seconda stagione del musical, impossibilitato a continuare il progetto dopo 70 date per la sua messa in scena dello spettacolo Il grande Segreto di Houdini, è stato sostituito da Marco Bazzoni. Nel luglio 2013 ha ricevuto una menzione speciale per il doppiaggio del personaggio Knuck nel film Il grande e potente Oz alla decima edizione del Leggio d'oro.
Nel 2015 pubblica il suo primo thriller con Sperling & Kupfer Ventuno, con cui nel 2016 vince il Premio Romiti Opera Prima. A settembre dello stesso anno conduce il programma Nella mente dell'illusionista su Rete 4. Per due anni porta in tournée teatrale in italia lo spettacolo Aenigma, scritto con l'autore di Striscia la notizia Lorenzo Beccati. Nelle edizioni 2019-2020 e 2021-2022 di Striscia la notizia, Casanova prende di mira il cantautore Claudio Baglioni attraverso la rubrica "Lo ZiBaglione", svelando citazioni da opere altrui nei testi delle canzoni del cantautore romano.

## Nei fumetti
Ispirato a lui è un personaggio dei fumetti Disney, il Mago Papernova, creato da Stefano Ambrosio e Giorgio Cavazzano nel 2006. Viene rappresentato con le stesse caratteristiche fisiche di Casanova: è alto, ha dei lunghi e disordinati capelli neri e indossa un completo scuro con camicia viola. Lavora come prestigiatore in televisione, precisamente per le reti televisive di Paperon de' Paperoni e, nel corso del tempo, ha maturato una grande amicizia con Paperino. Ha anche un alter ego, Papermagic, che agisce da supereroe ed è amico di Paperinik.

## Procedimenti giudiziari
Per la pubblicazione del libro Tutti poeti con Claudio sul sito di Striscia la Notizia, ritenuto diffamatorio da Claudio Baglioni, Antonio Casanova viene indagato per diffamazione nel giugno 2022 assieme ad Antonio Ricci, Enzo Iacchetti ed Ezio Greggio. Tale libro non è più disponibile su tale sito su ordine del gip del Tribunale di Monza.

## Teatro
- Il magico mondo di Antonio Casanova, Teatro Nuovo di Milano (1996)
- Alice nel Paese delle Meraviglie - Il musical, regia di Christian Ginepro, Teatro Nuovo Gian Carlo Menotti di Spoleto (2010)
- Il grande segreto di Houdini, regia di Maurizio Colombi, Teatro Nazionale di Milano (2013)
- Aenigma, regia di Lorenzo Beccati, Teatro della Luna di Assago (2014-2016)
- One Magician Show (2018)
- I Magic (2020)
- Magic: The Dark Side (2022)
- L'illusionista (2023)
- Il mago (2025)

## Programmi televisivi
- Tappeto volante (Telemontecarlo, 1998)
- Sorpresa! Sorpresa! (Antena 3)
- Buona Domenica (Canale 5) – Ospite
- Maurizio Costanzo Show (Canale 5) – Ospite
- Striscia la notizia (Canale 5, dal 1999) – Inviato
- L'ora della magia (Disney Channel, 2003) – Conduttore
- Furore (Rai 2, 2003) – Concorrente
- Scommettiamo che...? (Rai 1) – Ospite
- Amore (Rai 1, 2006) – Ospite
- Quelli che il calcio (Rai 2, 2009) – Ospite
- Paperissima Sprint (Canale 5, 2008-2009, 2024-in corso) – Ospite e conduttore
- Magicland (Italia 1, 2012) – Conduttore assieme a  Davide De Zan 9 episodi
- Nella mente dell'illusionista (Rete 4, 2015)
- Caduta libera (Canale 5, 2016) – Concorrente
- Tú sí que vales (Canale 5, 2017) – Ospite

## Doppiaggio
- Tony Cox ne Il grande e potente Oz

## Opere
- I segreti della magia, Panini, 2005. (album di figurine)
- Antonio Casanova, Nasha Blaze e il mondo segreto. L'illusionista, illustrazioni di S. Maggi, vol. 1, Segrate, Edizioni Piemme, 2009, ISBN 978-88-566-0397-2.
- Antonio Casanova, Nasha Blaze nella bottega dei prodigi. L'illusionista, illustrazioni di S. Maggi, vol. 2, Segrate, Edizioni Piemme, 2010, ISBN 978-88-566-0402-3.
- Antonio Casanova, Nasha Blaze e il venditore di lunari. L'illusionista, illustrazioni di S. Maggi, vol. 3, Segrate, Edizioni Piemme, 2011, ISBN 978-88-566-0403-0.
- Antonio Casanova, Nasha Blaze e la pietra dell'eloquenza. L'illusionista, illustrazioni di S. Maggi, vol. 4, Segrate, Edizioni Piemme, 2011, ISBN 978-88-566-0404-7.
- Ventuno, Segrate, Sperling & Kupfer, 2015, ISBN 978-88-200-5808-1.
- Cristian Bertol e Antonio Casanova, Cucina & magia. The magic cooking show. Ediz. italiana, inglese e tedesca, Treviso, Editoriale Programma, 2018, ISBN 978-88-6643-583-9. (con DVD)